# 하나방송
하나방송은 경상남도 중 창원시 마산합포구, 마산회원구, 고성군, 통영시, 거제시 등을 거점으로 하는 종합유선방송사업자로, 2009년 1월 1일부터 정식으로 출범하였다. 출범하기 이전에는 마산종합유선방송이다.

## 연혁
- 2008년 1월 18일 법인설립 등기(자본금 77억원, 창원지방법원)
- 2009년 1월 1일 개국(아날로그 Ch 73, 디지털 Ch5)
- 2016년 12월 6일 CJ헬로비전으로 피인수

## 논란
하나방송은 RO 시절 마산, 통영, 거제, 고성 등 경상남도 중부지역을 거점으로 하는 신생 SO사 설립을 하려고 22개의 중계유선방송업체가 연합체로 똘똘 뭉쳐서 큰 SO로 성장하려고 했다가 2003년 당시 방송위원회의 재승인 기각 등 행정 착오로 인한 전환 승인이 불가능하였고, 2005년 CJ케이블닛 경남방송(현 LG헬로비전 경남방송)에 강제 합병되는 불운이 있었다. 그러나 하나방송은 법원 등 관련 기관에 처리를 하는 것마저 늦어지다가 2007년 재심사 승인을 최종적으로 승소하여, 케이블TV 사업 채널의 복수 체제를 만들 수 있는 계기가 되었다. 2016년 12월 6일 CJ그룹이 225억원에 인수하였다. 2018년 1월부터는 마산방송과 경남방송과 통합하여 운영하며 2020년 9월 2일에 법인자체가 사라졌다.